# 周藤吉之
周藤 吉之（すとう よしゆき、1907年2月25日 - 1990年1月21日）は、日本の中国史学者、東京大学名誉教授。
島根県簸川郡直江村大字下直江（現・出雲市斐川町直江）に生まれる。旧制島根県立商業学校（現・島根県立松江商業高等学校）、旧制松江高等学校文科乙類を経て、東京帝国大学文学部東洋史学科卒。宋代史の専門家で東京大学東洋文化研究所教授を務め、1956年「中国土地制度史研究」で日本学士院賞受賞、1957年文学部東洋史学科教授、1967年定年退官。

## 著書
- 清代満洲土地政策の研究 特に旗地政策を中心として 河出書房, 1944
- 中国土地制度史研究 東京大学出版会, 1954
- 宋代経済史研究 東京大学出版会, 1962
- 唐宋社会経済史研究 東京大学出版会, 1965
- 宋代史研究 東洋文庫, 1969
- 清代東アジア史研究 日本学術振興会, 1972
- 中国の歴史 5 五代・宋 中嶋敏共著 講談社, 1974 /「五代と宋の興亡」 講談社学術文庫，2004
- 高麗朝官僚制の研究 宋制との関連において 法政大学出版局, 1980
- 宋・高麗制度史研究 汲古書院, 1992

### 回想
- 『東方学回想 Ⅸ　先学を語る〈6〉』（刀水書房、2000）、座談会での門下生達の回想。